# Parazoanthus lucificum
Parazoanthus lucificum är en korallart som beskrevs av Cutress och Pequenat 1960. Parazoanthus lucificum ingår i släktet Parazoanthus och familjen Parazoanthidae. Inga underarter finns listade i Catalogue of Life.